# حلمة زائدة
الحلمات الزائدة (بالإنجليزية: Supernumerary nipple)‏ هي حلمة زائدة تظهر أحيانًا عند الثدييات، بما فيها البشر.